# Paola Pivi
Paola Pivi (Milán, 1971) es una artista multimedia italiana que vive y trabaja en Anchorage, Alaska.

## Trayectoria
Paola Pivi se matriculó inicialmente en la Facultad de Ingeniería Nuclear del Politécnico de Milán, que abandonó más tarde por la Academia de Bellas Artes de Brera donde estudió con Alberto Garutti.  
Ha trabajado en medios artísticos como la fotografía, la escultura y la instalación. Algunas de sus obras contienen elementos de performance, en ocasiones con animales vivos y personas. En 1999 recibió el León de Oro en la Bienal de Venecia cuando solo contaba 28 años. Ejemplos de su obra se encuentran en colecciones públicas como las del  Centro Pompidoude París y MAXXI en Roma. 